# Parapente radiocommandé

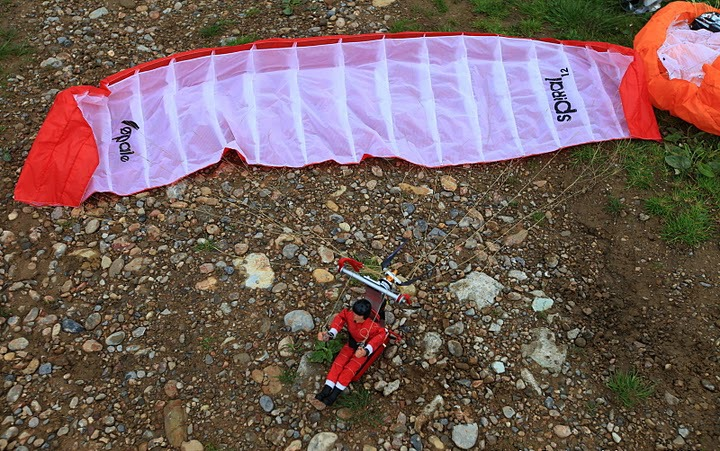

 (juin 2011).
Si vous disposez d'ouvrages ou d'articles de référence ou si vous connaissez des sites web de qualité traitant du thème abordé ici, merci de compléter l'article en donnant les références utiles à sa vérifiabilité et en les liant à la section « Notes et références ».

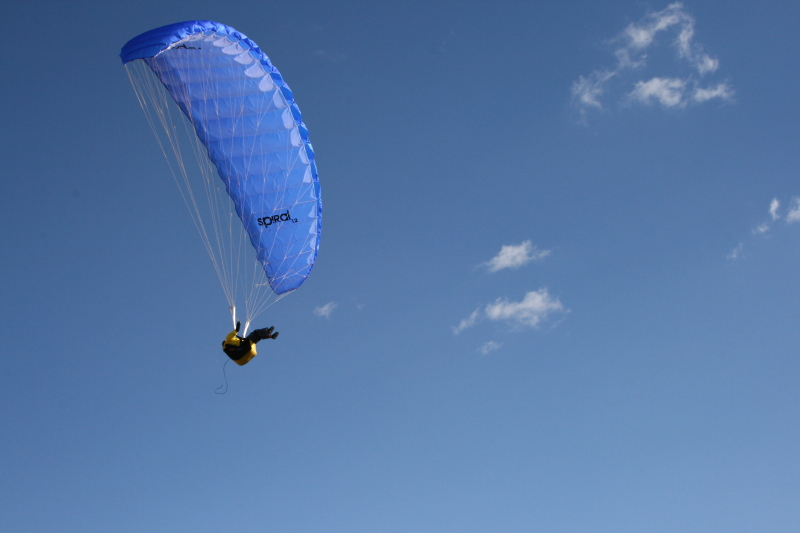

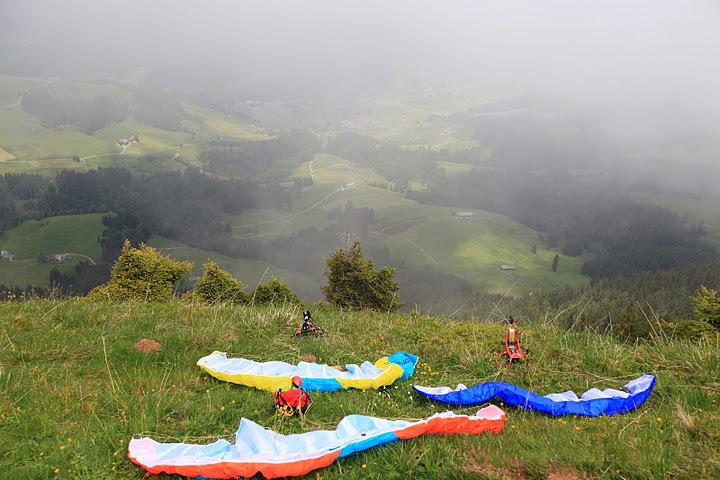

Le parapente radiocommandé (RC) est un modèle réduit d'aéronef piloté à l'aide d'une radiocommande. Il est tout simplement le modèle réduit d'un parapente à l'échelle d'environ 1/5.
Nous retrouvons les mêmes types de vol qu'un parapente grandeur nature. Le vol dynamique, appelé également vol de soaring, se pratique le plus souvent en bord de mer au niveau de falaises, alors que le vol de thermique se pratique le plus souvent en montagne.
La radiocommande émet un signal à un récepteur qui contrôle les servomoteurs modifiant la surface de la voile en fonction de la position des joysticks de la télécommande.
Le parapente RC n'est autre qu'un mix de deux activités : le parapente et le modèle réduit. Il est considéré comme un loisir. Il peut intéresser les spécialistes du modèle réduit, les adeptes du parapente, ainsi que les débutants. 
Le parapente RC, contrairement à d'autres machines volantes, mis-à-part le pilote, aucune partie n'est rigide. Ce qui permet d'effectuer des retours à la pente sans crainte du crash. La structure étant souple, elle va juste se dépressuriser au contact d'un obstacle. Seul inconvénient : les ronces.

## Histoire
Difficile de définir une date précise du début de l'histoire du parapente radiocommandé, mais en 1990 déjà à Veyrier (Genève) au pied du Salève, certains avaient déjà construit une réplique de l'Apex Mesh de Falhawk.
L'activité s'est démocratisée en 2009, avec l'arrivée des kits parapentiste RC proposés par une société française basée dans le nord de la France (Côte d'Opale, d'où leur nom).

## Fonctionnement

### 1. Fonctionnement aérodynamique
Un parapente radiocommandé fonctionne comme un parapente de taille normale : composé d'une aile, à laquelle est suspendue une sellette, où le pilote est installé, relié à l'aile par des suspentes. Le pilote dispose de deux commandes pour manœuvrer.

### 2. Commandes de vol
Les divers contrôles du parapente sont assurés par deux petits moteurs servocommandés. La radiocommande doit pouvoir gérer, la commande des freins, d'une part cette commande va influencer le tangage et le roulis de l'aile, et d'autre part la direction de l'aile.
Le principe est simple:
Le bord de fuite de l'aile est séparé en deux parties. Chacune de ces deux parties arrive au pilote, et il agit sur celles-ci pour se diriger.
Le pilotage relève du vélo. C'est-à-dire, si je tire le frein de gauche, l'aile tourne à gauche, si je tire le frein de droite, l'aile tourne à droite. Tout en conservant l'image du guidon en tête, il faut que la commande opposée soit relâchée lors d'un virage. Pour diminuer la vitesse de l'aile, il faut agir simultanément sur ces deux commandes, en les abaissant.
Afin de gérer ces mouvements, il est nécessaire d'installer un mixage delta ou empennage en V sur la radiocommande, un des joystick pourra gérer la direction (afin d'effectuer un virage, les bras doivent être à l'opposé, l'un doit être abaissé pendant que l'autre doit être relevé), l'autre joystick pourra gérer l'action de freiner simultanément ou non : reproduction du pilotage de parapente réel.

## Type de vol (cf.def.parapente)
Le parapentiste afin de remonter et prolonger son vol est amené à utiliser les courants ascendants. Il en existe 2 types : les courants dynamiques et les courants thermiques, qui bien souvent se mélangent, et qui ne sont bien sûr jamais aussi simples dans la réalité que tels qu'on les modélise.

### 1. Le vol de pente ousoaring
Un vent météorologique vient se heurter à un obstacle naturel du relief (falaise, montagne, dunes, colline...), un courant ascendant est créé, le pilote en restant juste devant le relief (la colline) sans s'en éloigner, et en virant sans cesse de gauche et à droite, va pouvoir conserver une certaine altitude grâce à ce dernier. Il ne s'éloigne donc pas trop de son point d'envol, car les courants porteurs diminuent dès qu'il s'éloigne du relief.

### 2. Le vol de thermique

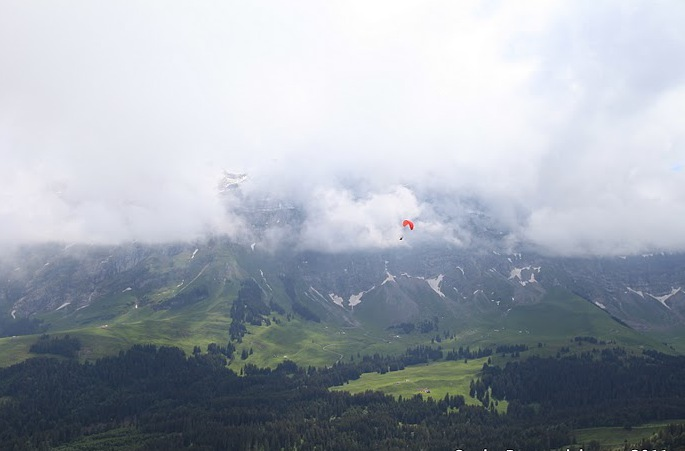

### 3. Voltige
Une large gamme de figures acrobatiques sont disponibles, les mêmes qu'en parapente grandeur (mais beaucoup moins risquée) :
Wingover, la SAT, le 360 engagé, le tonneau barrique, décrochage dynamique, hélico (vrille à plat autour de l'axe de lacet), et bien d'autres. Il suffit de laisser aller votre imagination…

## Fabrication

### Matériaux
Se référer au vrai parapente, les termes sont les mêmes.
Les élévateurs sont le plus souvent en kevlar, sans couture pour conserver 100 % de la résistance.
Et ensuite, l'aile est réalisée avec un spi nylon, tissus technique parapente, identique aux grandes sœurs, produite avec le même cahier des charges et dans les mêmes ateliers . 
La selette est réalisée en cordura, le pilote est une poupée usinée accompagnée de l'électronique nécessaire.

## Électronique
Les récepteurs, montés dans la sellette du pilote, reçoivent et retransmettent les ordres donnés à la radiocommande au servomoteur.
Les servomoteurs, souvent appelés « servos », sont des moteurs entraînant des gouvernes à l'aide de bras de leviers. Leurs taille, poids et puissance peuvent beaucoup varier selon leur fonction et la taille du modèle.
L'utilisation de batterie d'accumulateurs servent à alimenter les servos.
Le module mixage delta, ou empennage en V, permet de recréer le pilotage parapente réel.
Divers circuits pourront être intégré au gré des besoins. Par exemple : 
- ajout de LED lumineuses pour l'illumination des modèles, 
- caméras et récepteurs vidéos, pour des prises de vues aériennes ou vol d'immersion,
- GPS, altimètre, variomètre afin de suivre de près l'évolution du modèle,
- servomoteurs supplémentaires pour des lancements de parachutistes...

## Radiocommande
Les parapentes RC ne nécessitent qu'une radio à deux canaux (direction, freinage). Les plus basiques conviennent parfaitement.
Certaines sont très sophistiquées, permettant la double commande, ou possédant des fonctions telles que le contrôle du temps de vol restant avant que le réservoir ou la batterie ne soit vide, ou détectant tout comportement suspect du matériel, ou encore permettent l'ajout de récepteurs vidéos, récepteurs gps...
Les marques principales sont Spektrum, Futaba, JR, Hitec, Airtronics, Sanwa, Multiplex.
Les prix des radios varient de cent à plusieurs milliers d'euros.

## Utilisation
Les parapentes RC sont en général pilotés par des passionnés sous forme d'un loisir.
Le parapente RC peut commencer à voler aux alentours de 10 km/h de vent (20-25 km/h pour les grandeurs). Tout dépend de la configuration du terrain.
Ce modèle réduit a la possibilité de l'emmener partout avec soi, elle tient dans un sac à dos, la seule contrainte est de trouver une pente orientée face au vent.
Certains ont même osé le largage d'un réel parapente en la pilotant depuis un biplace.

### Décollage

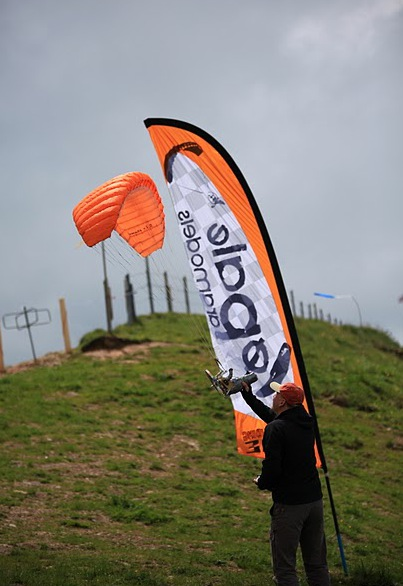

Le décollage s'effectue dans une pente. Le pilote tiens l'ensemble du parapente par la sellette face à la pente, face au vent et donne une impulsion en avant afin de le lancer.

### Atterrissage
Quelques mètres avant l'atterrissage, prendre de la vitesse, en mettant les bras du pilote bras haut, près du sol, un freinage permettra de ralentir l'aile pour un atterrissage dans les meilleures conditions.